# 希爾萊克鎮區 (明尼蘇達州艾特金縣)
希爾萊克鎮區（英語：Hill Lake Township）是位於美國明尼蘇達州艾特金縣的一個行政鎮區。

## 地方資料
希爾萊克鎮區的面積為89.10平方千米，當中陸地面積為86.20平方千米，而水域面積為2.90平方千米。根據2020年美國人口普查的數據，當地共有人口435人，而人口密度為每平方千米4.88人。